# 酸化インジウム(III)
酸化インジウム(III)（さんかインジウム さん、英: indium(III) oxide）は化学式In2O3で表されるインジウムの酸化物で、両性酸化物である。

## 物性

### 結晶構造
非晶質の酸化インジウム(III)は、水には不溶だが、酸には溶解する。結晶は、水にも酸にも溶解しない。
結晶には立方晶（ビクスビ鉱(en:bixbyite)型）と三方晶（コランダム型）、二つの相があり、それぞれおよそ3 eVのバンドギャップをもつ。
格子定数等は右の物性欄に示す。
三方晶は高温高圧条件か、非平衡的な成長法を用いてつくられる。

### 導電性と磁性
クロムをドープした酸化インジウム(III)の薄膜(In2-xCrxO3)は、高温で強磁性を示し、単一の結晶相を持ち、高密度のキャリアを持つ磁性半導体である。スピントロニクスにおけるスピン注入素子としての応用が期待されている。
亜鉛をドープした酸化インジウム(III)の多結晶の薄膜は、高い導電性(~105 S/m)を持ち、液体ヘリウムの低温で超伝導性を示す。
超伝導転移温度Tcは、ドーピングと薄膜の構造に依存し、3.3 K以下である。

## 合成
バルク試料は、水酸化インジウム(III)、硝酸インジウム(III)、炭酸インジウム(III)、または硫酸インジウム(III)を加熱して作られる 。
アルゴン/酸素雰囲気下でインジウム標的にスパッタリングを施すと酸化インジウム(III)の薄膜が得られる。半導体における拡散障壁（障壁金属）として用いることができる（例： アルミニウムとケイ素の間の拡散を防ぐ）。
レーザーを用いたアブレーションによって単結晶ナノワイヤー(en:Nanowire)とすることができ、直径は最小で10 nmまで制御でき、電界効果トランジスタ(FET)の材料となる。単結晶ナノワイヤーは、酸化還元タンパク質の鋭敏で選択的なセンサーとして働く。ナノワイヤーを得るその他の方法として、ゾルゲル法がある。
酸化インジウム(III)は半導体材料として用いられ、p-InP, n-GaAs, n-Siその他の素材とヘテロ接合を構成する。
太陽電池の製造に有用な方法として、熱したシリコン基板に塩化インジウム(III)水溶液をスプレーすることで、酸化インジウム(III)層を作製できる。

## 反応
700 ℃まで熱するとIn2O（酸化インジウム(I)、亜酸化インジウム）に変化し、2000 ℃まで熱すると分解する。酸には溶解するが、アルカリには溶解しない。高温でアンモニアを作用させると窒化インジウム(III)を生じる。
{\displaystyle {\ce {In2O3\ +2NH3 -> 2InN\ + 3H2O}}}
K2Oと金属インジウムを作用させると正四面体型のInO45−イオンを持つK5InO4を生じる。
種々の金属の酸化物M2O3とペロブスカイト構造を構成する。
例：{\displaystyle {\ce {In2O3\ + Cr2O3 -> 2InCrO3}}}

## 応用
酸化インジウム(III)はある種のバッテリー、可視光を通す赤外線反射薄膜（ホットミラー）、光学薄膜、帯電防止剤に用いられる。
酸化スズ(IV)と組み合わせて、透明導電体の酸化インジウムスズ(ITO)として用いられる。
半導体においては、n型半導体として、集積回路の抵抗素子に用いられる。
組織学においては、染色に用いられる。